# Unione Sportiva Vercellese
L'Unione Sportiva Vercellese fu una società sportiva minore con sede a Vercelli ad inizio Novecento.

## Squadra
Di questa antica squadra esistono solo poche frammentarie notizie intorno al secondo decennio del XX secolo. 
Nonostante il panorama sportivo della città di Vercelli fosse dominato dalla fortissima Pro Vercelli, il secondo club decise di tentare una prima esperienza a livello federale nel campionato giovanile di Seconda Categoria del 1910-1911, in cui fu fermata dalla formazione di riserva dei bianchi concittadini.
Eclissatasi per qualche anno vista l'impari lotta contro i Leoni, dopo lo scoppio della guerra il club si iscrisse alla Coppa Federale 1915-1916, disertata dai cugini.
La società non diede poi più notizie di sé.